# Rudice
Rudice (deutsch Ruditz) ist eine Gemeinde in Tschechien. Sie liegt acht Kilometer nordöstlich von Uherský Brod und gehört zum Okres Uherské Hradiště.

## Geographie
Rudice befindet sich am westlichen Fuße der Weißen Karpaten am Rande des Naturparks CHKO Bílé Karpaty in der Luhačovická vrchovina. Das Dorf liegt linksseitig über dem Tal der Ovčírka in der Quellmulde eines kleinen Zuflusses. Nördlich erheben sich die Okrouhla (379 m) und Ovčírna (429 m), im Nordosten der Rudický vrch (393 m), südöstlich der Hradisko (326 m), im Süden die Babí horka (384 m) und westlich die Goliáška (369 m).
Nachbarorte sind Luhačovice im Norden, Kladná-Žilín und Přečkovice im Nordosten, Kvašňová im Osten, Ústsko, Bojkovice und Záhorovice im Südosten, Nezdenice, Šumice und Nivky im Süden, Újezdec im Südwesten sowie Polichno und Biskupice im Nordwesten.

## Geschichte
Archäologische Funde auf dem Gemeindegebiet reichen bis zur Hallstattzeit zurück. Die erste schriftliche Erwähnung des Dorfes erfolgte 1350 als Besitz des Petr von Vlachovice. Dessen Nachfahren hielten den Hof Rudice bis ins 16. Jahrhundert. Auf etwa 15 ha wurde seit dem 14. Jahrhundert Wein angebaut. Rudice war seit dem 14. Jahrhundert Pfarrort und die Kirche dem hl. Urban geweiht. Die Kirche und Pfarre erloschen wahrscheinlich während der Hussitenkriege. Der Weinbau erlosch während des Dreißigjährigen Krieges. Nachdem im 18. Jahrhundert die immer wiederkehrenden Einfälle feindlicher Truppen endeten, wurde in Rudice wieder eine Pfarre eingerichtet, an die eine Pfarrschule angeschlossen war. Zu den weiteren Besitzern gehörten die Ořechovský von Honbice, Jan Lysek von Brandýs und die Grafen von Kaunitz. Bis zur Mitte des 19. Jahrhunderts war Rudice der Herrschaft Světlov untertänig.
Nach der Aufhebung der Patrimonialherrschaften bildete Rudice/Ruditz ab 1850 eine Gemeinde in der Bezirkshauptmannschaft Uherský Brod. Die Bewohner lebten vornehmlich von der Landwirtschaft und der Arbeit im Forst, daneben nahm seit dieser Zeit die Zahl der Maurer zu. Nach dem Bau der Wlarabahn gingen mehrere Gruppen junger Leute in verschiedene Städte der Monarchie, wo sie ein besseres Leben suchten. Die Maurer suchten Arbeit in Wien und Budapest. Besitzer der Güter waren die Grafen Larisch-Moennich und danach Jerzy Fürst Lubomirski. Schließlich kaufte die Prager Bodenbank (Pozemková banka) den Großgrundbesitz Světlov. 1928 wurde dieser im Zuge der Bodenreform parzelliert, in Rudice verblieb ein Restgut.
Während der deutschen Besatzung starben im Haus Nr. 98 die Angehörigen der Fallschirmspringergruppe Carbon, František Kobzík und Josef Vanc, im Mai 1944 im Kampf mit Gendarmen. Am 29. August 1944 stürzte nach einem Luftkampf eine abgeschossene US-amerikanische B-17G auf die Felder in der Flur Dlouhé. Die Leichen der beiden Besatzungsmitglieder wurden von Einwohnern auf dem Friedhof bestattet und nach Kriegsende ein Denkmal errichtet. Nach der Aufhebung des Okres Uherský Brod wurde die Gemeinde Ende 1960 dem Okres Uherské Hradiště zugeordnet.

## Gemeindegliederung
Für die Gemeinde Rudice sind keine Ortsteile ausgewiesen.

## Sehenswürdigkeiten
- barocke Kirche des hl. Wenzel, das im 18. Jahrhundert errichtete und 1789 mit dem Turmbau vollendete Bauwerk war ursprünglich dem hl. Urban geweiht. Wenzel Anton Graf Kaunitz ließ sie 1789 dem hl. Wenzel weihen.
- Kapelle an der Straße nach Nezdanice, der von mächtigen geschützten Linden umgebene Bau entstand im 15. Jahrhundert
- Přesličky (Schachtelhalme), die drei Keramiken der Wiener Künstlerin Milada Zahnhausen, sind ein Geschenk an ihren Heimatort, sie wurden 2001 aufgestellt
- Denkmal für die Opfer des Zweiten Weltkrieges, am Dorfanger
- Denkmal für die US-amerikanischen Piloten Russell W. Meyrick und Joseph Marinello mit Gedenktafel für die gefallenen Angehörigen der Fallschirmspringergruppe Carbon im Zweiten Weltkrieg